# Галкин, Владислав Николаевич
Владислав Николаевич Га́лкин (5 мая 1930 — 2 мая 2016) — советский хозяйственный, государственный и политический деятель.

## Биография
Родился в 1930 году в Добрянке. Член КПСС.
С 1953 года — на хозяйственной, общественной и политической работе. В 1953—2003 гг. — мастер, начальник отделения, заместитель начальника цеха, начальник цеха Юргинского машиностроительного завода, первый секретарь Юргинского горкома КПСС, заведующий отделом оборонной промышленности Кемеровского обкома КПСС, первый секретарь Кемеровского горкома КПСС, заведующий отделом административных органов, заведующий государственно-правовым отделом Кемеровского обкома КПСС, председатель Кемеровского областного совета ветеранов войны, труда, Вооруженных сил и правоохранительных органов.
Избирался депутатом Верховного Совета РСФСР 10-го созыва.
Почётный гражданин Кемеровской области.